# Barão de Vila Nova de Gaia
Barão de Vila Nova de Gaia é um título nobiliárquico criado por D. Maria II de Portugal, por Decreto de 18 de Dezembro de 1833, em favor de Thomas William Stubbs, depois 1.° Visconde de Vila Nova de Gaia.
Titulares
1. Thomas William Stubbs, 1.° Barão e 1.° Visconde de Vila Nova de Gaia.